# Sílvia Fuster i Alay
Sílvia Fuster Alay (Barberà del Vallès, 30 de maig de 1974) és una política catalana i Infermera. Fou Presidenta de la Plataforma Ciutadana per Barberà, regidora i cap de l'oposició des de l'any 2007 al 2015, havent estat també portaveu del seu partit fins al 2015. Va ser alcaldessa de Barberà del Vallès des de juny de 2015 fins a juny de 2019, amb el seu partit (PCPB) i el suport de JuntsxBarbera i ERC. Va ser Consellera Metropolitana a l'Àrea Metropolitana de Barcelona,del 2015 al 2019.
El 2021 es va incorporar al PDECat i va participar en les eleccions al Parlament de Catalunya del 14 de febrer de 2021 en la candidatura d'Àngels Chacon, ocupant la posició número 7 per Barcelona.
Del gener de 2021 a juny 2023 va ser regidora no adscrita a l'Ajuntament de Barberà del Vallès. És membre de la comissió de Serveis Generals i Serveis Públics, comissió de Territori i Medi Ambient, Promoció Econòmica, Comerç i Ocupació i comissió de Drets Civils i Ciutadania. Membre de la Comissió Especial de Comptes.
Va ser Consellera Nacional de l' àmbit de salut al Partit Demòcrata Europeu Català.
Membre de l'executiu de la Vegueria de les Comarques de Barcelona i Membre de l'executiu comarcal del Vallès Occidental.
Fou Membre de la Direcció Executiva Nacional del partit polític CENTREM, liderat per Àngels Chacón i Feixas. Va ser la responsable de l Àmbit de la Salut.Membre a l Àmbit dels Municipis de l'Àrea Metropolitana de Barcelona.
Candidata num 4 de Pdecat-Espai Ciu pel Congres dels Diputats,a les eleccions de 2023.
Fundadora y secretaria general del partit polític Tot per Barberà-Ara pacte local.
Actualment és cap de l'oposició a l'Ajuntament de Barberà del Vallès.
És Membre de la Comissió Informativa Permanent.
Membre de la Comissió Especial de Comptes.
Representant als òrgans col·legiats de les societats i/o entitats següents:
ACTIVIDADES INTEGRADAS, SA, consellera.